# 神学者の一覧
神学者の一覧（しんがくしゃのいちらん）は、キリスト教神学者の一覧である。

## 梗概
古代から現代までの著名な神学者を世紀ごとに分類。なお、生涯が2世紀に渡っている場合はあとの世紀に区分するものとする。日本語表記については慣用的な読み方を尊重しつつ以下の原則に従う。
- 古代 ギリシャ語読みもしくはラテン語読み。
- 中世 慣例に従う。ギリシャ語読みもしくはラテン語読み、または当該者の出身文化に沿って表記（例：ドイツ系ならドイツ語読み、ただしラテン語読みのほうが一般的な場合ラテン語読みで表記）
- 近世～現代 当該者の出身文化に沿って表記。（例：ドイツ系ならドイツ語読み）

## 2世紀
- ユスティノス (ca. 100-162)

## 3世紀
- オリゲネス　(ca. 184-254)
- エイレナイオス (ca. 120-203)
- テルトゥリアヌス (ca. 160-220)
- アレクサンドリアのクレメンス (c.150-c.215)
- ユリウス・アフリカヌス (c.170-c.240)

## 4世紀
- エウセビオス (260 - 339)
- アタナシオス (296 - 373)
- カエサレアのバシレイオス（カッパドキア三教父） (330 - 379)
- ナジアンゾスのグレゴリオス（カッパドキア三教父） (329-389)
- ミラのニコラオス (270-345)
- ニュッサのグレゴリオス（カッパドキア三教父） (330 - 395)

## 5世紀
- ヨハネス・クリュソストモス（金口イオアン） (344 - 407)
- アウグスティヌス (354-430)
- ヒエロニムス (c. 339-420)
- フォティケーのディアドコス（英語版） （フォティケーの司教、生没年不明）

## 6世紀
- ディオニュシウス・エクシグウス (ca. 470 - 544)
- 偽ディオニシウス・アレオパギタ （生没年不明）

## 7世紀
- ソフロニオス（ソフロニイ）
- 聖マクシモス（表信者・証聖者）

## 8世紀
- クリトのアンドレイ (650頃 - 8世紀)
- ベーダ・ヴェネラビリス （673 - 735）
- ダマスコのイオアン (676頃 - 749)

## 9世紀
- エリウゲナ (810-877)

## 11世紀
- 新神学者シメオン (949–1022)

## 12世紀
- カンタベリーのアンセルムス (1033-1109)
- ピエール・アベラール (1079-1142)
- クレルヴォーのベルナルドゥス (1090-1153)
- フライジングのオットー (1111-1158)
- コンピエーニュのロスケリヌス(1050-1125)

## 13世紀
- ミカエル・コニアテス (1138 - 1220)
- ロバート・グロステスト　(1175-1253)
- ボナヴェントゥラ　（1221-1274）
- トマス・アクィナス (1224-1274)
- アルベルトゥス・マグヌス (c. 1200-1280)

## 14世紀
- シナイのグレゴリオス (1255?-1346)
- マイスター・エックハルト (1260-1328)
- ヨハネス・ドゥンス・スコトゥス(1265?-1308?)
- パドヴァのマルシリウス(1275年?-1342年?）
- ウィリアム・オッカム (1285-1349)
- グレゴリオス・パラマス (1296-1359)
- ニコラオス・カヴァシラス (1319/1323頃- 1391)

## 15世紀
- ノリッジのジュリアン　(c. 1342 - 1416)
- ジャン・ジェルソン　(1363-1429)
- トマス・ア・ケンピス (1380-1471)
- ニコラウス・クザーヌス　(1401-1464)

## 16世紀
- イグナチオ・デ・ロヨラ (c. 1491-1556)
- デジデリウス・エラスムス　(1469-1536)
- マルチン・ブツァー　Martin　Butzer（1491‐1551）
- エコランパディウス Johannes Oecolampadius（1482-1531）
- マルティン・ルター (1483-1546)
- ルイス・デ・グラナダ（1504-1588）
- ジャン・カルヴァン (1509-1564)
- フルドリッヒ・ツヴィングリ　(1484-1531)
- トマス・クランマー　 (1489-1556)
- フィリップ・メランヒトン　Philip Melanchthon (1497-1560)
- ハインリヒ・ブリンガー　Heinrich Bullinger (1504-1575)
- ジョン・ノックス　John Knox (c. 1513-1572)
- アレクサンダー・アレシウス　Alexander Alesius (1500-1565)
- リチャード・フッカー(1554-1600)
- ヨハン・エック(1486-1543)
- ニコラウス・フォン・アムスドルフ(1483-1565)
- ヨハネス・ロイヒリン(1455-1522)
- ヨハンネス・プフェファーコルン(1469-1521)

## 17世紀
- ヤーコプ・ベーメ　 (1575-1624)
- ヤーコブス・アルミニウス　 (1560-1609)
- ザカリー・ボイド　Zachary Boyd (1585-1653)
- ヘルマン・ブーゼンバウム　Hermann Busembaum(Busenbaum) (1600-1668)：イエズス会
- マルティン・ケムニッツ　Martin Chemnitz (1522-1686)：宗教改革
- ロジャー・ウィリアムズ　en:Roger Williams (theologian) (1603-1683)：政教分離
- アントワーヌ・アルノー (1612-1694)：ジャンセニズム
- ジョン・フラヴェル　John Flavel (1627-1691)
- ドシセオス2世 (エルサレム総主教) (1641 - 1707)（正教会）
- マシュー・ティンダル　Matthew Tindal (1657-1733)：理神論者

## 18世紀
- エマヌエル・スヴェーデンボリ　Emanuel Swedenborg (1688-1772)
- ヨハン・アルブレヒト・ベンゲル　Johann Albrecht Bengel (1689-1752)
- ジョン・ウェスレー　(1703-1791)
- ジョージ・ホイットフィールド　George Whitefield (1774-1770)
- フィリップ・ヤコブ・シュペーナー　Philipp Jacob Spener (1635–1705)
- ジョナサン・エドワーズ　(1703-1758)
- ジョージ・ブル　George Bull (1634 - 1710)
- トーマス・バーネット　Thomas Burnet (1635? - 1715)
- ヨハン・ゼムラー　Johann Salomo Semler (1725-1791)
- ザドンスクのティーホン　(1724-1783)

## 19世紀
- ヨハン・ゴットフリート・アイヒホルン　Johann Gottfried Eichhorn (1752-1827)：プロテスタント
- フリードリヒ・シュライアマハー　(1768-1834)（自由主義神学の父）
- フィラレート (モスクワ府主教)　(1782 – 1867)（正教会）
- アタナーズ・コクレル　Athanase Coquerel (1795-1868)
- ジョン・ヘンリー・ニューマン　John Henry Newman (1801-1890)
- ハインリヒ・ヨハン・ヴェッツァー　Heinrich Johann Wetzer (1801-53)：（神学、オリエント学）
- エルンスト・ヴィルヘルム・ヘングステンベルク　Ernst Wilhelm Hengstenberg (1802-1868)
- アレクセイ・ホミャコーフ (1804 – 1860)（正教会）
- イグナーティイ・ブリアンチャニーノフ　Ignatius Bryanchaninov (1807 – 1867)（正教会）
- 隠修者フェオファン主教　Theophan the Recluse (1815 – 1894)（正教会）
- テオドージウス・フォン・ハルナック（テオドジウス・フォン・ハルナック）　Theodosius Harnack (1817-1889)：
- ヘンリク・デンツィンガー (1819－1883)
- カール・ハインリヒ・ヴァイツゼッカー　Karl Heinrich Weizsäcker (1822-1899)：（プロテスタント）歴史家ユリウス・ヴァイツゼッカー Julius Weizsäcker の兄
- オスカル・レオポルト・フォン・ゲープハルト　Oskar Leopold von Gebhardt (1844-1906)

## 20世紀
- フーゴ・ラッサール (1898-1990)（カトリック教会）（日本帰化名：愛宮真備）
- フレデリック・ウィリアム・ファーラー　Frederic William Farrar (1831-1903)
- エギナのネクタリオス　(1846-1920)（正教会）
- ヘルマン・シュトラック　Hermann Strack (1848-1922)
- アドルフ・フォン・ハルナックde:Adolf von Harnack (1851-1930)（自由主義神学）
- ベンジャミン・ウォーフィールド（1851-1921）（改革派）
- ウォルター・ラウシェンブッシュ　Walter Raschenbusch (1861-1918)：バプテスト教会の神学者、社会的福音（Social Gospel） の創始者。（自由主義神学）
- エーリヒ・クロースターマン（エーリッヒ・クロステルマン）　Erich Klostermann (1870-1963)：（プロテスタント）
- マルティン・ブーバー　(1878-1965)
- ジョン・グレッサム・メイチェン（1881-1937）（改革派）
- アントワーヌ・コース　Antoine Causse (1877-1947)
- ルドルフ・カール・ブルトマン　(1884-1976)（自由主義神学）
- カール・バルト　(1886-1968)（新正統主義）
- コーネリウス・ヴァン・ティル（1895-1987）（前提主義）
- チャールズ・ハートショーン(en:Charles Hartshone)(プロセス神学)(1897-2000)
- ウラジーミル・ロースキイ　(1903-1958)（正教会）
- ディートリヒ・ボンヘッファー　(1906-1945)（新正統主義）
- アーノルト・アルベルト・ファン・ルーラー  (1908-1970)
- パーヴェル・エフドキーモフ　(1901-1970)（正教会）
- ハンス・ウルス・フォン・バルタザール　Hans Urs von Balthasar (1905-1988)
- 滝沢克己　(1909-1984)（自由主義神学）
- モーリス・ゴゲル　Maurice Goguel (1880-1955)
- フリードリヒ・ゴーガルテン　Friedrich Gogarten (1887-1967)
- ヨーアヒム・イェレミーアス（ヨアヒム・イェレミアス）　Joachim Jeremias (1900-1976)
- ハンス・ウィルヘルム・フライ　Hans Wilhelm Frei (1922-1988)
- イヴ・コンガール　(1904–1995)（カトリック教会）
- バーナード・ロナガン　Bernard Lonergan (1904-1984)
- アンリ・ド・リュバック　Henri de Lubac (1896-1991)
- トマス・マートン　Thomas Merton (1915-1968)
- ラインホルド・ニーバー　 (1892-1971) （自由主義神学）
- ルドルフ・オットー　(1869-1937)（自由主義神学）
- ゲオルギイ・フロロフスキイ　(1893-1979)（正教会）
- カール・ラーナー　(1904-1984)（カトリック教会）
- フランツ・ローゼンツヴァイク (1886-1929)
- パウル・ティリッヒ　(1886-1965)（自由主義神学）
- イリア・メリア　(1915 - 1988)（正教会）
- アレクサンドル・シュメーマン　(1921 - 1983)（正教会）
- ジョン・ハーワード・ヨーダー　John Howard Yoder (1927-1997)
- ジャック・エリュール （1912-94）フランスのプロテスタント思想家・信徒神学者
- 石川喜三郎（1864-1932）（正教会）
- 植村正久（1858-1925）（日本基督教会）
- 高倉徳太郎（1885-1934）（日本基督教会）
- 渡辺善太（1885-1978）（日本基督教団）
- 岡田稔（1902-1992）（改革派教会、福音派）
- 北森嘉蔵（1916-1998）（日本基督教団）
- 桑田秀延（1895-1975）（日本基督教団）
- 海老名弾正（1856-1937）（日本組合基督教会）
- 蘆田慶治（1867-1936）（新正統主義）
- 大塚節治（1887-1977）（新正統主義）

## 21世紀
- ヤロスラフ・ペリカン（Jaroslav Pelikan、1923年12月17日 - 2006年5月13日）（正教会）
- オリヴィエ・クレマン（1921 - 2009）（正教会）
- トーマス・Ｆ・トランス　Thomas F. Torrance (1913– )
- エドワード・スヒレベークス　Edward Schillebeeckx (1914 – )
- ウィリアム・ハミルトンWilliam Hamilton(1924-2012)
- ジョン・B・コッブ　John B. Cobb (1925 – )
- トマス・アルタイザー(Thomas Altizer)(1927 - )
- グスタフォ・グティエレス Gustavo Gutiérrez (1928 – )
- スタンリー・ハワーワス Stanley M. Hauerwas
- ハンス・キュング Hans Küng (1928– )
- ヨハン・バプティスト・メッツ Johann Baptist Metz (1928 – )
- ユルゲン・モルトマン Jürgen Moltmann (1926- )
- ヴォルフハルト・パネンベルク Wolfhart Pannenberg (1928-2014)
- ピーター・ワグナー（1930-）（福音派）
- カリストス・ウェア（1934-）（正教会）
- ローズマリー・レッドフォード・リューサー Rosemary Radford Ruether (1936– )
- デイビッド・トレイシー　David Tracy (1939-)
- ステパノ・フランクリン(1946-)(プロセス神学、福音派)
- 高橋保行（1948- ）（正教会）
- 長屋房夫（1950- ）（正教会）
- アリスター・マクグラス（1953-）（聖公会、福音派）
- リック・ウォレン Rick warren（1954-）（福音派）
- ミロスラフ・ヴォルフ　Miroslav Volf　（1956-）
- イラリオン・アルフェエフ（1966- ）（正教会）
- ハ・スンム（1964-）（改革派）
- 喜田川信（1912-）（自由主義神学）
- 野呂芳男（1924-2010）（日本基督教団）
- 尾山令仁（1927-）（福音派）
- 加藤常昭（1929-）（日本基督教団）
- 塚田理（1929-2016）（聖公会）
- 榊原康夫（1931-）（日本キリスト改革派教会）
- 浅見定雄（1931-）（無教会）
- 八木誠一（1932-）（無教会）
- 宇田進（1933-）（福音派）
- 宮本久雄（1945-）（カトリック教会）
- 内田和彦（1947-）（福音派）
- 関根清三（1950-）（東京大学教授）
- 尾形守（1953-）（福音派）
- 岡山英雄（1954-）（福音派）